# Orrevikskilens naturreservat
Orrevikskilen är ett naturreservat i Tjärnö socken i Strömstads kommun i Bohuslän. 
Området är skyddat sedan 1972 och omfattar 98 hektar. Det är beläget söder om Strömstad och består av en grund havsvik. 
I den inre delen av viken finns vidsträckta havsstrandängar som översvämmas vid högvatten. Strandängarna betas av nötkreatur. Havsviken  och de angränsande strandängar är utmärkta rastplatser för flyttande och häckande sim- och vadarfåglar. Där kan man få se tofsvipa, rödbena, gravand och många andra arter. I kilens mynning ligger den lilla ön Flatskär.
Området ingår i EU:s ekologiska nätverk av skyddade områden, Natura 2000.